# Jitendra Abhisheki

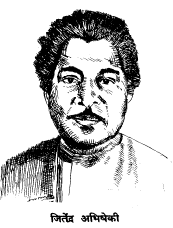

Pandit Jitendra Abhisheki (Devanagari-Schrift जितेंद्र अभिषेकी; * 21. September 1929 in Mangeshi, Goa, Indien; † 7. November 1998 in Pune, Maharashtra, Indien) war ein indischer Sänger, Komponist und Musikgelehrter.

## Leben
Jitendra Abhisheki entstammte einer priesterlichen Familie, die traditionell mit dem Schrein Shivas im Tempel von Mangeshi verbunden war. Sein Vater Balawantrao aka Bikambhat Tempelpriester. Er war auch mit der Ausübung des Kirtana, eines traditionellen, spirituellen Gesangs, vertraut. Jitendra Abhisheki wurde von seinem Vater in die Kunst dieses Gesanges und in die Grundlagen der klassischen Hindustani-Musik eingeführt. Auch Sanskrit und Marathi erlernte er von seinem Vater systematisch. Girijabai Kelkar (1886–1980) unterrichtete ihn weiter in Musik. 1949 legte er seine Reifeprüfung ab und begann Sanskrit-Literatur zu studieren. Nach seinem Studienabschluss Arbeitete er bei All India Radio in Mumbai. In dieser Zeit lernte er verschiedene Musiker kennen und hatte Gelegenheit eigene Kompositionen für Radiosendungen zu komponieren. Zu dieser nahm er Unterricht bei dem indischen Sänger Ustad Azmat Hussain Khan (1911–1975). Später erhielt er von der indischen Regierung ein Stipendium für ein weiterführendes Studium in klassischer Hindustani-Musik. Er studierte dann unter anderem bei Jagannathbuwa Purohit (1904–1968). Zu Beginn der 1960er machte er seine ersten, heute wertvolle Schallplattenaufnahmen. Neben der klassische Musik bewegte er sich auch im semi-klassischen Bereich der traditionellen frommen und Musik. Auch von Gulubhai Jasdanwala (1888–1937), C. R. Vyas (1924–2002) und Ramashreya Jha  (1928–2009) wurde er unterrichtet. Er wurde mit dem Padmashri Award und dem Sangeet Natak Akademi Award ausgezeichnet. Seine letzten Jahre verbrachte er in Pune, wo er einige Schüler unterrichtete. Vor seinem Tod am 7. November 1998 litt er an Diabetes und Niereninsuffizienz.
Zu seinen Schülern zählten Asha Khadilkar, Ajit Katkade, Devaki Pandit, Shubha Mudgal, Raja Kale, Prabhakar Karekar, Vijay Koparkar und sein Sohn Shaunaq Abhisheki.

## Werke (Auswahl)
Jitendra Abhisheki komponierte Werke verschiedenster Genres. Darunter befinden sich Werke der klassischen und semiklassischen Musik, fromme Lieder oder Bhajans, Bhav-Gheet und leichtere Musik, sowohl in Marathi als auch in Konkani. Er komponiert etwa einhundert Bandishes in verschiedenen Raags. In den 1960er und 1970er Jahren komponierte er Bühnenmusiken zu ungefähr fünfundzwanzig Theaterstücken in Marathi, von denen einige auch heute noch mit der Musik Abhishekis aufgeführt werden.

## Bedeutung
Craig Harris schreibt bei allmusic.com, Jitendra Abhisheki habe einen revolutionären Einfluss auf die Entwicklung der klassischen, semiklassischen und devotionalen modernen Musik Indiens gehabt. Außer dem Verschmelzen traditioneller Ragas mit modernen Kompositionen führte er den modernen Stil ins Marathi Theater ein.

## Einspielungen
- Jitendra Abhisheki: Hymns from the Vedas & Upanishads, & Vedic Chants . Eingespielt von Harihar Rao, Jitendra Abhisheki. Veröffentlicht am 1. Januar 1981 bei DELOS mit der Katalognummer RS0105